# Shisui Tanahashi
Shisui Tanahashi (棚橋 紫水, Tanahashi Shisui) (1906-1991) est un photographe japonais, lauréat de l'édition 1966 du prix de la Société de photographie du Japon, dans la catégorie « contributions remarquables ».